# Carabodes tenuis
Carabodes tenuis är en kvalsterart som beskrevs av Forsslund 1953. Carabodes tenuis ingår i släktet Carabodes och familjen Carabodidae.

## Underarter
Arten delas in i följande underarter:
- C. t. tenuis
- C. t. longisetosus